# Жіночий тенісний цикл 1971
Жіночий тенісний цикл 1971 тривав з грудня 1970 до грудня 1971 року та містив 69 турнірів.
Складався з двох серій: Virginia Slims Circuit, спонсоровану сигаретами Virginia Slims і ILTF Pepsi Grand Prix, та турнірів поза серіями.

## Графік
Нижче наведено повний розклад  турнірів сезону, включаючи перелік тенісистів, які дійшли на турнірах щонайменше до чвертьфіналу.
Позначення
| Турніри Великого шолома |
| Virginia Slims Circuit  |
| ILTF Pepsi Grand Prix   |
| Турніри поза серіями    |
| Командні змагання       |

### Грудень (1970)
| Тиждень   | Турнір                                                                                               | Чемпіонки                                   | Фіналістки               | Півфіналістки                     | Чвертьфіналістки                                                         |
| --------- | --- | ------------------------------------------- | ------------------------ | --------------------------------- | ------------------------------------------------------------------------ |
| 29 грудня | Federation Cup Перт, Австралія Federation Cup Трава – 14 teams knockout                              | Австралія · 3–0                             | Велика Британія          | Франція · Сполучені Штати Америки | Югославія · Нідерланди · Південно-Африканська Республіка · Нова Зеландія |
| 29 грудня | Western Australia Championships Перт, Австралія Турнір поза серіями Одиночний розряд – Парний розряд | Маргарет Корт 6–1, 6–2                      | Вірджинія Вейд           | Гейл Шанфро Бетті Стеве           | Вінні Шоу Патті Гоган Лаура Россоув Леслі Гант                           |
| 29 грудня | Western Australia Championships Перт, Австралія Турнір поза серіями Одиночний розряд – Парний розряд | Маргарет Корт Івонн Гулагонг-Коулі 6–4, 7–5 | Вінні Шоу Вірджинія Вейд | Гейл Шанфро Бетті Стеве           | Вінні Шоу Патті Гоган Лаура Россоув Леслі Гант                           |

### Січень
| Тиждень  | Турнір | Чемпіонки                                    | Фіналістки                      | Півфіналістки                    | Чвертьфіналістки                                             |
| -------- | --- | -------------------------------------------- | ------------------------------- | -------------------------------- | ------------------------------------------------------------ |
| 4 січня  | British Motor Cars Invitational San Francisco, США Virginia Slims $15,200 – Тверде – 16S/8D Одиночний розряд – Парний розряд | Біллі Джин Кінг 6–3, 6–4                     | Розмарі Касалс                  | Енн Джонс (3rd) Ненсі Річі (4th) | Франсуаз Дюрр Керрі Мелвілл Джейн Бартковіч Мері-Енн Ейсел   |
| 4 січня  | British Motor Cars Invitational San Francisco, США Virginia Slims $15,200 – Тверде – 16S/8D Одиночний розряд – Парний розряд | Розмарі Касалс Біллі Джин Кінг 6–4, 6–7, 6–1 | Франсуаз Дюрр Енн Джонс         | Енн Джонс (3rd) Ненсі Річі (4th) | Франсуаз Дюрр Керрі Мелвілл Джейн Бартковіч Мері-Енн Ейсел   |
| 4 січня  | New South Wales Open Sydney Турнір поза серіями Одиночний розряд – Парний розряд                                             | Маргарет Корт 6–2, 6–2                       | Ольга Морозова                  | Гейл Шанфро Савамацу Кадзуко     | Бренда Кірк Крістін Кеммер Бетті Стеве Патті Гоган           |
| 4 січня  | New South Wales Open Sydney Турнір поза серіями Одиночний розряд – Парний розряд                                             | Маргарет Корт Ольга Морозова 6–2, 6–0        | Гелен Гурлей Керрі Гарріс       | Гейл Шанфро Савамацу Кадзуко     | Бренда Кірк Крістін Кеммер Бетті Стеве Патті Гоган           |
| 11 січня | Billie Jean King Invitational Лонг-Біч, США Virginia Slims $14,000 – Тверде – 16S/8D Одиночний розряд – Парний розряд        | Біллі Джин Кінг 6–1, 6–2                     | Розмарі Касалс                  | Енн Джонс Ненсі Річі             | Стефані Джонсон Валері Зігенфусс Деніс Картер Мері-Енн Ейсел |
| 11 січня | Billie Jean King Invitational Лонг-Біч, США Virginia Slims $14,000 – Тверде – 16S/8D Одиночний розряд – Парний розряд        | Розмарі Касалс Біллі Джин Кінг 7–5, 6–3      | Франсуаз Дюрр Енн Джонс         | Енн Джонс Ненсі Річі             | Стефані Джонсон Валері Зігенфусс Деніс Картер Мері-Енн Ейсел |
| 18 січня | Virginia Slims of Milwaukee Мілвокі, США Virginia Slims $12,500 – Тверде (i) – 16S/8D Одиночний розряд – Парний розряд       | Біллі Джин Кінг 6–1, 6–2                     | Розмарі Касалс                  | Енн Джонс Франсуаз Дюрр          | Мері-Енн Ейсел Карен Крантцке Валері Зігенфусс Деніс Картер  |
| 18 січня | Virginia Slims of Milwaukee Мілвокі, США Virginia Slims $12,500 – Тверде (i) – 16S/8D Одиночний розряд – Парний розряд       | Розмарі Касалс Біллі Джин Кінг 6–3, 1–6, 6–2 | Франсуаз Дюрр Енн Джонс         | Енн Джонс Франсуаз Дюрр          | Мері-Енн Ейсел Карен Крантцке Валері Зігенфусс Деніс Картер  |
| 25 січня | Virginia Slims of Oklahoma City Оклахома-Сіті, США Virginia Slims $12,500 – Тверде – 16S/4D Одиночний розряд – Парний розряд | Біллі Джин Кінг 1–6, 7–6, 6–4                | Розмарі Касалс                  | Енн Джонс Франсуаз Дюрр          | Керрі Мелвілл Деніс Картер Торі Фрец Мері-Енн Ейсел          |
| 25 січня | Virginia Slims of Oklahoma City Оклахома-Сіті, США Virginia Slims $12,500 – Тверде – 16S/4D Одиночний розряд – Парний розряд | Розмарі Касалс Біллі Джин Кінг 6–7, 6–0, 7–5 | Мері-Енн Ейсел Валері Зігенфусс | Енн Джонс Франсуаз Дюрр          | Керрі Мелвілл Деніс Картер Торі Фрец Мері-Енн Ейсел          |
| 25 січня | Victoria Championships Мельбурн, Австралія Турнір поза серіями Одиночний розряд                                              | Івонн Гулагонг-Коулі 7–6, 7–6                | Маргарет Корт                   | Савамацу Кадзуко Вінні Шоу       | Патті Гоган Ольга Морозова Труді Гренман Гейл Шанфро         |

### Лютий
| Тиждень   | Турнір | Чемпіонки                                     | Фіналістки                       | Півфіналістки                     | Чвертьфіналістки                                                     |
| --------- | --- | --------------------------------------------- | -------------------------------- | --------------------------------- | -------------------------------------------------------------------- |
| 1 лютого  | Virginia Slims of Chattanooga Чаттануґа, США Virginia Slims $12,700 – Тверде (i) – 16S/8D Одиночний розряд – Парний розряд    | Біллі Джин Кінг 6–4, 6–1                      | Енн Джонс                        | Франсуаз Дюрр Керрі Мелвілл       | Джейн Бартковіч Карен Крантцке Крісті Піджон Розмарі Касалс          |
| 1 лютого  | Virginia Slims of Chattanooga Чаттануґа, США Virginia Slims $12,700 – Тверде (i) – 16S/8D Одиночний розряд – Парний розряд    | Розмарі Касалс Біллі Джин Кінг 6–4, 7–5       | Франсуаз Дюрр Енн Джонс          | Франсуаз Дюрр Керрі Мелвілл       | Джейн Бартковіч Карен Крантцке Крісті Піджон Розмарі Касалс          |
| 1 лютого  | BP New Zealand Championships Крайстчерч, Нова Зеландія Турнір поза серіями Одиночний розряд – Парний розряд                   | Івонн Гулагонг-Коулі 6–1, 6–4                 | Бетті Стеве                      | Кетлін Гартер Гейл Шанфро         | Лаура Россоув Труді Гренман Patty Ann Reese Вінні Шоу                |
| 1 лютого  | BP New Zealand Championships Крайстчерч, Нова Зеландія Турнір поза серіями Одиночний розряд – Парний розряд                   | Кетлін Гартер Вінні Шоу 6–4, 4–6, 7–5         | Гейл Шанфро Івонн Гулагонг-Коулі | Кетлін Гартер Гейл Шанфро         | Лаура Россоув Труді Гренман Patty Ann Reese Вінні Шоу                |
| 8 лютого  | Philadelphia Indoor Championships Філадельфія, США Virginia Slims $12,500 – Тверде (i) – 16S Одиночний розряд – Парний розряд | Розмарі Касалс 6–2, 3–6, 6–2                  | Франсуаз Дюрр                    | Біллі Джин Кінг Енн Джонс         | Торі Фрец Деніс Картер Керрі Мелвілл Джуді Тегарт                    |
| 8 лютого  | Philadelphia Indoor Championships Філадельфія, США Virginia Slims $12,500 – Тверде (i) – 16S Одиночний розряд – Парний розряд | Розмарі Касалс Біллі Джин Кінг                |                                  | Біллі Джин Кінг Енн Джонс         | Торі Фрец Деніс Картер Керрі Мелвілл Джуді Тегарт                    |
| 15 лютого | Station WLOD Форт-Лодердейл, США Virginia Slims $10,000 – Ґрунт – 16S Одиночний розряд – Парний розряд                        | Франсуаз Дюрр 6–3, 3–6, 6–3                   | Біллі Джин Кінг                  | Керрі Мелвілл Розмарі Касалс      | Джуді Тегарт Енн Джонс Деніс Картер Валері Зігенфусс                 |
| 15 лютого | USSR Championships Moscow, Soviet Union Турнір поза серіями Одиночний розряд – Парний розряд                                  | Ольга Морозова 6–1, 7–5                       | Maria Kull                       | Elena Granaturova Anna Yeremeyeva | Yekaterina Kryuchkova Марина Крошина Євгенія Бірюкова Рауза Ісланова |
| 15 лютого | USSR Championships Moscow, Soviet Union Турнір поза серіями Одиночний розряд – Парний розряд                                  | Євгенія Бірюкова Марина Крошина 7–6, 5–7, 7–5 | Elena Granaturova Ольга Морозова | Elena Granaturova Anna Yeremeyeva | Yekaterina Kryuchkova Марина Крошина Євгенія Бірюкова Рауза Ісланова |
| 22 лютого | Virginia Slims of Boston Бостон, США Virginia Slims $12,500 – Тверде (i) – 16S/2D Одиночний розряд – Парний розряд            | Біллі Джин Кінг 4–6, 6–2, 6–3                 | Розмарі Касалс                   | Енн Джонс Франсуаз Дюрр           | Джуді Тегарт Джейн Бартковіч Крісті Піджон Керрі Мелвілл             |
| 22 лютого | Virginia Slims of Boston Бостон, США Virginia Slims $12,500 – Тверде (i) – 16S/2D Одиночний розряд – Парний розряд            | Розмарі Касалс Біллі Джин Кінг 6–4, 7–5       | Франсуаз Дюрр Енн Джонс          | Енн Джонс Франсуаз Дюрр           | Джуді Тегарт Джейн Бартковіч Крісті Піджон Керрі Мелвілл             |

### Березень
| Тиждень    | Турнір | Чемпіонки                                        | Фіналістки                   | Півфіналістки                     | Чвертьфіналістки                                                 |
| ---------- | --- | ------------------------------------------------ | ---------------------------- | --------------------------------- | ---------------------------------------------------------------- |
| 1 березня  | Benson & Hedges Open Окленд (Нова Зеландія), Нова Зеландія Турнір поза серіями Одиночний розряд – Парний розряд                  | Маргарет Корт 3–6, 7–6, 7–6                      | Івонн Гулагонг-Коулі         | Вінні Шоу Патті Гоган             | Шерон Волш Леслі Тернер Боурі Леслі Гант Мерілін Прайд           |
| 1 березня  | Benson & Hedges Open Окленд (Нова Зеландія), Нова Зеландія Турнір поза серіями Одиночний розряд – Парний розряд                  | Маргарет Корт Івонн Гулагонг-Коулі 7–6, 6–0      | Леслі Тернер Боурі Вінні Шоу | Вінні Шоу Патті Гоган             | Шерон Волш Леслі Тернер Боурі Леслі Гант Мерілін Прайд           |
| 8 березня  | Відкритий чемпіонат Австралії з тенісу Sydney, Австралія Grand Slam Трава – 30S/14D Одиночний розряд – Парний розряд             | Маргарет Корт 2–6, 7–6, 7–5                      | Івонн Гулагонг-Коулі         | Леслі Гант Вінні Шоу              | Гелен Гурлей Джен О'Нілл Норма Марш Шерон Волш                   |
| 8 березня  | Відкритий чемпіонат Австралії з тенісу Sydney, Австралія Grand Slam Трава – 30S/14D Одиночний розряд – Парний розряд             | Маргарет Корт Івонн Гулагонг-Коулі 6–0, 6–0      | Джой Емерсон Леслі Гант      | Леслі Гант Вінні Шоу              | Гелен Гурлей Джен О'Нілл Норма Марш Шерон Волш                   |
| 15 березня | Virginia Slims US Indoors Detroit, США Virginia Slims $10,000 – Тверде (i) – 8S/2D Одиночний розряд – Парний розряд              | Біллі Джин Кінг 3–6, 6–1, 6–2                    | Розмарі Касалс               | Енн Джонс Мері-Енн Ейсел          | Валері Зігенфусс Торі Фрец Венді Джилкріст Джуді Тегарт          |
| 15 березня | Virginia Slims US Indoors Detroit, США Virginia Slims $10,000 – Тверде (i) – 8S/2D Одиночний розряд – Парний розряд              | Мері-Енн Ейсел Валері Зігенфусс 2–6, 6–2, 6–3    | Джуді Тегарт Джейн Бартковіч | Енн Джонс Мері-Енн Ейсел          | Валері Зігенфусс Торі Фрец Венді Джилкріст Джуді Тегарт          |
| 22 березня | Virginia Slims Invitational of New York New York, США Virginia Slims $15,600 – Тверде (i) – 20S Одиночний розряд – Парний розряд | Розмарі Касалс 6–4, 6–4                          | Біллі Джин Кінг              | 3rd: Енн Джонс 4th: Франсуаз Дюрр | Джулі Гелдман Керрі Мелвілл Сесілія Мартінес Джейн Бартковіч     |
| 29 березня | Caribe Hilton Invitational Сан-Хуан, Пуерто-Рико Virginia Slims $10,000 – 24S/11D Одиночний розряд – Парний розряд               | Енн Джонс 6–4, 6–4                               | Ненсі Річі                   | Мері-Енн Ейсел Джейн Бартковіч    | Деніс Картер Торі Фрец Джуді Тегарт Розмарі Касалс               |
| 29 березня | Caribe Hilton Invitational Сан-Хуан, Пуерто-Рико Virginia Slims $10,000 – 24S/11D Одиночний розряд – Парний розряд               | Франсуаз Дюрр Енн Джонс 7–6, 6–3                 | Карен Крантцке Керрі Мелвілл | Мері-Енн Ейсел Джейн Бартковіч    | Деніс Картер Торі Фрец Джуді Тегарт Розмарі Касалс               |
| 29 березня | Natal Open Championships Дурбан, ПАР Турнір поза серіями Одиночний розряд – Парний розряд                                        | Маргарет Корт 6–2, 6–1                           | Патті Гоган                  | Вірджинія Вейд Гайде Орт          | Леслі Гант Вінні Шоу Івонн Гулагонг-Коулі Гельга Ніссен Мастгофф |
| 29 березня | Natal Open Championships Дурбан, ПАР Турнір поза серіями Одиночний розряд – Парний розряд                                        | Маргарет Корт Івонн Гулагонг-Коулі 3–6, 6–3, 6–3 | Керрі Гарріс Вінні Шоу       | Вірджинія Вейд Гайде Орт          | Леслі Гант Вінні Шоу Івонн Гулагонг-Коулі Гельга Ніссен Мастгофф |

### Квітень
| Тиждень   | Турнір | Чемпіонки                                    | Фіналістки                        | Півфіналістки                    | Чвертьфіналістки                                               |
| --------- | --- | -------------------------------------------- | --------------------------------- | -------------------------------- | -------------------------------------------------------------- |
| 5 квітня  | Virginia Slims Masters Сейнт-Пітерсберґ, США Virginia Slims $10,000 – Ґрунт – 16S/15Q/11D Одиночний розряд – Парний розряд            | Кріс Еверт 6–1, 6–2                          | Джулі Гелдман                     | Біллі Джин Кінг Розмарі Касалс   | Карен Крантцке Джуді Альварез Керрі Мелвілл Джуді Тегарт       |
| 5 квітня  | Virginia Slims Masters Сейнт-Пітерсберґ, США Virginia Slims $10,000 – Ґрунт – 16S/15Q/11D Одиночний розряд – Парний розряд            | Франсуаз Дюрр Енн Джонс 7–6, 3–6, 6–3        | Джуді Тегарт Джулі Гелдман        | Біллі Джин Кінг Розмарі Касалс   | Карен Крантцке Джуді Альварез Керрі Мелвілл Джуді Тегарт       |
| 5 квітня  | Monte Carlo Open Championships Монте-Карло, Монако Турнір поза серіями 16S/4D Одиночний розряд – Парний розряд                        | Гейл Шанфро 6–4, 4–6, 6–4                    | Бетті Стеве                       | Крістіна Сандберг Оділь де Рубен | Лючія Бассі Маріе Пінтерова Каталін Борка Леа Періколі         |
| 5 квітня  | Monte Carlo Open Championships Монте-Карло, Монако Турнір поза серіями 16S/4D Одиночний розряд – Парний розряд                        | Катя Еббінгаус Бетті Стеве 6–4, 6–3          | Лючія Бассі Леа Періколі          | Крістіна Сандберг Оділь де Рубен | Лючія Бассі Маріе Пінтерова Каталін Борка Леа Періколі         |
| 5 квітня  | South Africa Open Йоганнесбург, ПАР Турнір поза серіями 26S/8D Одиночний розряд – Парний розряд                                       | Маргарет Корт 6–3, 6–1                       | Івонн Гулагонг-Коулі              | Вінні Шоу Вірджинія Вейд         | Керрі Гарріс Гельга Ніссен Мастгофф Пат Вокден Патті Гоган     |
| 5 квітня  | South Africa Open Йоганнесбург, ПАР Турнір поза серіями 26S/8D Одиночний розряд – Парний розряд                                       | Маргарет Корт Івонн Гулагонг-Коулі 6–3, 6–2  | Бренда Кірк Лаура Россоув         | Вінні Шоу Вірджинія Вейд         | Керрі Гарріс Гельга Ніссен Мастгофф Пат Вокден Патті Гоган     |
| 12 квітня | Caesar's Palace World Pro Championships Las Vegas, США Virginia Slims $29,200 – Тверде – 16S/13Q/10D Одиночний розряд – Парний розряд | Енн Джонс 7–5, 6–4                           | Біллі Джин Кінг                   | Джулі Гелдман Джуді Тегарт       | Ненсі Річі Франсуаз Дюрр Мері-Енн Ейсел Розмарі Касалс         |
| 12 квітня | Caesar's Palace World Pro Championships Las Vegas, США Virginia Slims $29,200 – Тверде – 16S/13Q/10D Одиночний розряд – Парний розряд | Франсуаз Дюрр Енн Джонс 0–6, 6–2, 6–4        | Розмарі Касалс Біллі Джин Кінг    | Джулі Гелдман Джуді Тегарт       | Ненсі Річі Франсуаз Дюрр Мері-Енн Ейсел Розмарі Касалс         |
| 12 квітня | USA National Bank Open Шарлотт (Північна Кароліна), USA Турнір поза серіями 6S/2D Одиночний розряд – Парний розряд                    | Кріс Еверт 6–2, 6–0                          | Лора Дюпонт                       | Джанет Ньюберрі Еліза Панд       | Сью Стап Beverly Cansler                                       |
| 12 квітня | USA National Bank Open Шарлотт (Північна Кароліна), USA Турнір поза серіями 6S/2D Одиночний розряд – Парний розряд                    | Кріс Еверт Сью Стап 6–3, 1–6, 6–3            | Джанет Ньюберрі Еліза Панд        | Джанет Ньюберрі Еліза Панд       | Сью Стап Beverly Cansler                                       |
| 19 квітня | Virginia Slims of San Diego San Diego, США Virginia Slims $12,500 – Тверде – 16S/4D Одиночний розряд – Парний розряд                  | Біллі Джин Кінг 4–6, 7–5, 6–1                | Розмарі Касалс                    | Джулі Гелдман Валері Зігенфусс   | Есме Еммануель Керрі Мелвілл Торі Фрец Крісті Піджон           |
| 19 квітня | Virginia Slims of San Diego San Diego, США Virginia Slims $12,500 – Тверде – 16S/4D Одиночний розряд – Парний розряд                  | Розмарі Касалс Біллі Джин Кінг 6–7, 6–2, 6–3 | Франсуаз Дюрр Джуді Тегарт        | Джулі Гелдман Валері Зігенфусс   | Есме Еммануель Керрі Мелвілл Торі Фрец Крісті Піджон           |
| 19 квітня | Catania Open Grand Prix Катанія, Італія Турнір поза серіями 15S/8D Одиночний розряд – Парний розряд                                   | Вірджинія Вейд 6–0, 6–3                      | Гейл Шанфро                       | Гельга Шультце Лаура Россоув     | Маріе Пінтерова Бренда Кірк Мирослава Голубова Пем Тігуарден   |
| 19 квітня | Catania Open Grand Prix Катанія, Італія Турнір поза серіями 15S/8D Одиночний розряд – Парний розряд                                   | Пем Тігуарден Вірджинія Вейд 6–4, 6–4        | Гейл Шанфро Гельга Шультце        | Гельга Шультце Лаура Россоув     | Маріе Пінтерова Бренда Кірк Мирослава Голубова Пем Тігуарден   |
| 26 квітня | Rothmans Sutton Sutton, Велика Британія Турнір поза серіями Одиночний розряд – Парний розряд                                          | Івонн Гулагонг-Коулі 7–5, 2–6, 6–3           | Джойс Вільямс                     | Джилл Купер Ширлі Брешер         | Барбара Гоукрофт Нелл Трумен Сьюзен Мінфорд Саллі Голдсворт    |
| 26 квітня | Rothmans Sutton Sutton, Велика Британія Турнір поза серіями Одиночний розряд – Парний розряд                                          | Івонн Гулагонг-Коулі Джойс Вільямс 6–4, 6–3  | Ширлі Брешер текст=Маргарет Купер | Джилл Купер Ширлі Брешер         | Барбара Гоукрофт Нелл Трумен Сьюзен Мінфорд Саллі Голдсворт    |
| 26 квітня | River Plate Championships Буенос-Айрес, Аргентина Турнір поза серіями Одиночний розряд – Парний розряд                                | Ольга Морозова 6–0, 6–3                      | Anna-Maria Nasuelli               | Бетті Стеве Беатріс Араужо       | Marta Fernández Ruiz Ракель Хіскафре Inés Roget Graciela Morán |
| 26 квітня | River Plate Championships Буенос-Айрес, Аргентина Турнір поза серіями Одиночний розряд – Парний розряд                                | Ольга Морозова Бетті Стеве 7–5, 6–1          | Беатріс Араужо Інес Роже          | Бетті Стеве Беатріс Араужо       | Marta Fernández Ruiz Ракель Хіскафре Inés Roget Graciela Morán |

### Травень
| Тиждень             | Турнір | Чемпіонки                                           | Фіналістки                         | Півфіналістки                | Чвертьфіналістки                                          |
| ------------------- | --- | --------------------------------------------------- | ---------------------------------- | ---------------------------- | --------------------------------------------------------- |
| 3 травня            | Italian Open Рим, Італія Турнір поза серіями Одиночний розряд – Парний розряд                                                       | Вірджинія Вейд 6–4, 6–4                             | Гельга Ніссен Мастгофф             | Гельга Шультце Гейл Шанфро   | Маріе Пінтерова Леслі Боурі Леа Періколі Лаура Россоув    |
| 3 травня            | Italian Open Рим, Італія Турнір поза серіями Одиночний розряд – Парний розряд                                                       | Гельга Ніссен Мастгофф Вірджинія Вейд 5–7, 6–2, 6–2 | Леслі Боурі Гелен Гурлей           | Гельга Шультце Гейл Шанфро   | Маріе Пінтерова Леслі Боурі Леа Періколі Лаура Россоув    |
| 3 травня            | Tulsa Claycourts Талса, США Турнір поза серіями 10S/4D Одиночний розряд – Парний розряд                                             | Кріс Еверт 6–0, 6–3                                 | Мері-Енн Ейсел                     | Лора Дюпонт Марсі Луї        | Джінн Еверт Karin Benson Кеті Крафт Сью Стап              |
| 3 травня            | Tulsa Claycourts Талса, США Турнір поза серіями 10S/4D Одиночний розряд – Парний розряд                                             | Мері-Енн Ейсел Karin Benson 2–6, 7–5, 7–5           | Кріс Еверт Джінн Еверт             | Лора Дюпонт Марсі Луї        | Джінн Еверт Karin Benson Кеті Крафт Сью Стап              |
| 10 травня           | London Hard Court Championships London, England Grand Prix Circuit (C)                                                              | Маргарет Корт 6–0, 6–3                              | Франсуаз Дюрр                      | Гейл Шанфро Вірджинія Вейд   | Джулі Гелдман Нелл Трумен Джуді Тегарт Розмарі Касалс     |
| 10 травня           | London Hard Court Championships London, England Grand Prix Circuit (C)                                                              | Розмарі Касалс Біллі Джин Кінг 6–1, 6–4             | Маргарет Корт Івонн Гулагонг-Коулі | Гейл Шанфро Вірджинія Вейд   | Джулі Гелдман Нелл Трумен Джуді Тегарт Розмарі Касалс     |
| 17 травня           | British Hard Court Championships Борнмут, England Grand Prix Circuit (B)                                                            | Маргарет Корт 7–5, 6–1                              | Івонн Гулагонг-Коулі               | Франсуаз Дюрр Мері-Енн Ейсел | Вінні Шоу Торі Фрец Бетті Стеве Патті Гоган               |
| 17 травня           | British Hard Court Championships Борнмут, England Grand Prix Circuit (B)                                                            | Мері-Енн Ейсел Франсуаз Дюрр 6–3, 5–7, 6–4          | Маргарет Корт Івонн Гулагонг-Коулі | Франсуаз Дюрр Мері-Енн Ейсел | Вінні Шоу Торі Фрец Бетті Стеве Патті Гоган               |
| 17 травня           | Grand Prix German Open Гамбург, West Німеччина Grand Prix Circuit (B)                                                               | Біллі Джин Кінг 6–3, 6–2                            | Гельга Мастгофф                    | Гельга Гесль Розмарі Касалс  | Гайде Орт Валері Зігенфусс Савамацу Кадзуко Керрі Мелвілл |
| 17 травня           | Grand Prix German Open Гамбург, West Німеччина Grand Prix Circuit (B)                                                               | Розмарі Касалс Біллі Джин Кінг 6–2, 6–1             | Гельга Мастгофф Гайде Орт          | Гельга Гесль Розмарі Касалс  | Гайде Орт Валері Зігенфусс Савамацу Кадзуко Керрі Мелвілл |
| 24 травня 31 травня | Відкритий чемпіонат Франції з тенісу Париж, Франція Grand Slam (A) Ґрунт – 64S/44Q/32D/38X Одиночний розряд – Парний розряд – Мікст | Івонн Гулагонг-Коулі 6–3, 7–5                       | Гелен Гурлей                       | Марейке Схар Ненсі Річі      | Лінда Туеро Франсуаз Дюрр Леслі Боурі Гейл Шанфро         |
| 24 травня 31 травня | Відкритий чемпіонат Франції з тенісу Париж, Франція Grand Slam (A) Ґрунт – 64S/44Q/32D/38X Одиночний розряд – Парний розряд – Мікст | Гейл Шанфро Франсуаз Дюрр 6–4, 6–1                  | Гелен Гурлей Керрі Гарріс          | Марейке Схар Ненсі Річі      | Лінда Туеро Франсуаз Дюрр Леслі Боурі Гейл Шанфро         |
| 24 травня 31 травня | Відкритий чемпіонат Франції з тенісу Париж, Франція Grand Slam (A) Ґрунт – 64S/44Q/32D/38X Одиночний розряд – Парний розряд – Мікст | Жан-Клод Баркле Франсуаз Дюрр 6–3, 6–4              | Тоомас Леюс Вінні Шоу              | Марейке Схар Ненсі Річі      | Лінда Туеро Франсуаз Дюрр Леслі Боурі Гейл Шанфро         |

### Червень
| Тиждень             | Турнір | Чемпіонки                                     | Фіналістки                         | Півфіналістки                 | Чвертьфіналістки                                                |
| ------------------- | --- | --------------------------------------------- | ---------------------------------- | ----------------------------- | --------------------------------------------------------------- |
| 7 червня            | Players Nottingham Ноттінгем, Велика Британія Турнір поза серіями Одиночний розряд – Парний розряд               | Джулі Гелдман 6–4, 7–9, 6–3                   | Барбара Гоукрофт                   | Гелен Еймос Лаура Россоув     | Бренда Кірк Michelle Rodríguez Патрісія Фолкнер Маделейне Пегел |
| 7 червня            | Players Nottingham Ноттінгем, Велика Британія Турнір поза серіями Одиночний розряд – Парний розряд               | Франсуаз Дюрр Джулі Гелдман 6–0, 6–3          | Ана Марія Аріас Ракель Хіскафре    | Гелен Еймос Лаура Россоув     | Бренда Кірк Michelle Rodríguez Патрісія Фолкнер Маделейне Пегел |
| 7 червня            | Kent Championships Beckenham, Велика Британія Турнір поза серіями Одиночний розряд – Парний розряд               | Керрі Мелвілл 6–0, 3–6, 9–7                   | Крісті Піджон                      | Патті Гоган Венді Джилкріст   | Тем О'Шонессі Джанет Ньюберрі Бетті Стеве Крістін Труман        |
| 7 червня            | Kent Championships Beckenham, Велика Британія Турнір поза серіями Одиночний розряд – Парний розряд               | Крістін Труман Нелл Трумен 6–3, 9–7           | Ольга Морозова Зайга Янсоне        | Патті Гоган Венді Джилкріст   | Тем О'Шонессі Джанет Ньюберрі Бетті Стеве Крістін Труман        |
| 14 червня           | Queen's Club Championships London, England Grand Prix Circuit (D) Трава – 64S/32D                                | Маргарет Корт 6–3, 3–6, 6–3                   | Біллі Джин Кінг                    | Розмарі Касалс Вірджинія Вейд | Крісті Піджон Джилл Купер Крістін Труман Гелен Гурлей           |
| 14 червня           | Queen's Club Championships London, England Grand Prix Circuit (D) Трава – 64S/32D                                | Розмарі Касалс Біллі Джин Кінг 6–2, 8–6       | Мері-Енн Ейсел Валері Зігенфусс    | Розмарі Касалс Вірджинія Вейд | Крісті Піджон Джилл Купер Крістін Труман Гелен Гурлей           |
| 21 червня 28 червня | Вімблдонський турнір London, England Grand Slam (A) Трава – 96S/24D/80X Одиночний розряд – Парний розряд – Мікст | Івонн Гулагонг-Коулі 6–4, 6–1                 | Маргарет Корт                      | Джуді Тегарт Біллі Джин Кінг  | Вінні Шоу Керрі Мелвілл Ненсі Річі Франсуаз Дюрр                |
| 21 червня 28 червня | Вімблдонський турнір London, England Grand Slam (A) Трава – 96S/24D/80X Одиночний розряд – Парний розряд – Мікст | Розмарі Касалс Біллі Джин Кінг 6–3, 6–2       | Маргарет Корт Івонн Гулагонг-Коулі | Джуді Тегарт Біллі Джин Кінг  | Вінні Шоу Керрі Мелвілл Ненсі Річі Франсуаз Дюрр                |
| 21 червня 28 червня | Вімблдонський турнір London, England Grand Slam (A) Трава – 96S/24D/80X Одиночний розряд – Парний розряд – Мікст | Овен Девідсон Біллі Джин Кінг 3–6, 6–2, 15–13 | Марті Ріссен Маргарет Корт         | Джуді Тегарт Біллі Джин Кінг  | Вінні Шоу Керрі Мелвілл Ненсі Річі Франсуаз Дюрр                |

### Липень
| Тиждень  | Турнір | Чемпіонки                                  | Фіналістки                         | Півфіналістки                   | Чвертьфіналістки                                                |
| -------- | --- | ------------------------------------------ | ---------------------------------- | ------------------------------- | --------------------------------------------------------------- |
| 5 липня  | Swedish Open Bastad, Швеція Grand Prix Circuit (B) Ґрунт – 32S/32D                                                        | Гельга Мастгофф 4–6, 6–1, 6–3              | Інгрід Бентцер                     | Крістіна Сандберг Лінда Туеро   | Ана Марія Аріас Гайде Орт Ann-Charlotte Dahlberg Оділь де Рубен |
| 5 липня  | Swedish Open Bastad, Швеція Grand Prix Circuit (B) Ґрунт – 32S/32D                                                        | Гельга Мастгофф Гайде Орт 6–2, 6–1         | Ана Марія Аріас Лінда Туеро        | Крістіна Сандберг Лінда Туеро   | Ана Марія Аріас Гайде Орт Ann-Charlotte Dahlberg Оділь де Рубен |
| 5 липня  | Open Welsh Championships Ньюпорт (Уельс), Wales Grand Prix Circuit (C) Трава – S32/D16                                    | Вірджинія Вейд 6–3, 6–4                    | Джуді Тегарт                       | Вінні Шоу Гелен Гурлей          | Керрі Гарріс Елізабет Джеймс Гейл Шанфро Джойс Вільямс          |
| 5 липня  | Open Welsh Championships Ньюпорт (Уельс), Wales Grand Prix Circuit (C) Трава – S32/D16                                    | Гелен Гурлей Керрі Гарріс 6–3, 8–6         | Гейл Шанфро Вінні Шоу              | Вінні Шоу Гелен Гурлей          | Керрі Гарріс Елізабет Джеймс Гейл Шанфро Джойс Вільямс          |
| 5 липня  | Swiss Open Gstaad, Швейцарія Grand Prix Circuit (B) Ґрунт – S32/D16                                                       | Франсуаз Дюрр 6–3, 6–3                     | Леслі Гант                         | Марейке Схар Алена Палмєва-Вест | Леа Періколі Фйорелла Бонічеллі Silvia Gubler Лаура Россоув     |
| 5 липня  | Swiss Open Gstaad, Швейцарія Grand Prix Circuit (B) Ґрунт – S32/D16                                                       | Бренда Кірк Лаура Россоув 8–6, 6–3         | Франсуаз Дюрр Леа Періколі         | Марейке Схар Алена Палмєва-Вест | Леа Періколі Фйорелла Бонічеллі Silvia Gubler Лаура Россоув     |
| 5 липня  | Carroll's Irish Open Дублін, Ірландія Турнір поза серіями Одиночний розряд – Парний розряд                                | Маргарет Корт 6–3, 2–6, 6–3                | Івонн Гулагонг-Коулі               | Бетті Стеве Леслі Боурі         | Жеральдін Барнівіль Сью Мінфорд Вероніка Бартон Тем О'Шонессі   |
| 5 липня  | Carroll's Irish Open Дублін, Ірландія Турнір поза серіями Одиночний розряд – Парний розряд                                | Кетлін Гартер Вінні Шоу 6–4, 4–6, 7–5      | Гейл Шанфро Івонн Гулагонг-Коулі   | Бетті Стеве Леслі Боурі         | Жеральдін Барнівіль Сью Мінфорд Вероніка Бартон Тем О'Шонессі   |
| 12 липня | North of England Championships Hoylake, England Grand Prix Circuit (C) Трава – 32S/16D Одиночний розряд – Парний розряд   | Біллі Джин Кінг 6–3, 6–3                   | Розмарі Касалс                     | Маргарет Корт Патті Гоган       | Івонн Гулагонг-Коулі Джуді Тегарт Вірджинія Вейд Джулі Гелдман  |
| 12 липня | North of England Championships Hoylake, England Grand Prix Circuit (C) Трава – 32S/16D Одиночний розряд – Парний розряд   | Розмарі Касалс Біллі Джин Кінг walkover    | Маргарет Корт Івонн Гулагонг-Коулі | Маргарет Корт Патті Гоган       | Івонн Гулагонг-Коулі Джуді Тегарт Вірджинія Вейд Джулі Гелдман  |
| 19 липня | Green Shield Midland Championships Лестер, England Турнір поза серіями Одиночний розряд – Парний розряд                   | Івонн Гулагонг-Коулі 6–2, 6–4              | Патті Гоган                        | Гелен Гурлей Джуді Тегарт       | Крістін Шоу Керрі Гарріс Барбара Гоукрофт Фей Тойн              |
| 19 липня | Green Shield Midland Championships Лестер, England Турнір поза серіями Одиночний розряд – Парний розряд                   | Джуді Тегарт Івонн Гулагонг-Коулі 8–6, 6–4 | Барбара Гоукрофт Патті Гоган       | Гелен Гурлей Джуді Тегарт       | Крістін Шоу Керрі Гарріс Барбара Гоукрофт Фей Тойн              |
| 19 липня | Austrian Open Кіцбюель, Австрія Турнір поза серіями Одиночний розряд – Парний розряд                                      | Біллі Джин Кінг 6–2, 4–6, 7–5              | Лаура Россоув                      | Гельга Шультце Розмарі Касалс   | Гайде Орт Торі Фрец Ана Марія Аріас Бренда Кірк                 |
| 19 липня | Austrian Open Кіцбюель, Австрія Турнір поза серіями Одиночний розряд – Парний розряд                                      | Розмарі Касалс Біллі Джин Кінг 6–2, 6–4    | Гельга Ніссен Мастгофф Гайде Орт   | Гельга Шультце Розмарі Касалс   | Гайде Орт Торі Фрец Ана Марія Аріас Бренда Кірк                 |
| 26 липня | Dutch Open Championships Гілверсум, Нідерландські Антильські острови Турнір поза серіями Одиночний розряд – Парний розряд | Івонн Гулагонг-Коулі 8–6, 6–3              | Крістіна Сандберг                  | Кора Шедіві Бетті Стеве         | Труді Гренман Катя Еббінгаус Бренда Кірк Алена Палмєва-Вест     |
| 26 липня | Dutch Open Championships Гілверсум, Нідерландські Антильські острови Турнір поза серіями Одиночний розряд – Парний розряд | Крістіна Сандберг Бетті Стеве 6–1, 6–2     | Катя Еббінгаус Труді Гренман       | Кора Шедіві Бетті Стеве         | Труді Гренман Катя Еббінгаус Бренда Кірк Алена Палмєва-Вест     |

### Серпень
| Тиждень             | Турнір | Чемпіонки                                    | Фіналістки                     | Півфіналістки                     | Чвертьфіналістки                                           |
| ------------------- | --- | -------------------------------------------- | ------------------------------ | --------------------------------- | ---------------------------------------------------------- |
| 2 серпня            | Virginia Slims International Х'юстон, США Virginia Slims $40,000 Одиночний розряд – Парний розряд                                  | Біллі Джин Кінг 6–4, 4–6, 6–1                | Керрі Мелвілл                  | 3rd: Ненсі Річі 4th: Джуді Тегарт | Мері-Енн Ейсел Джулі Гелдман Франсуаз Дюрр Розмарі Касалс  |
| 2 серпня            | Virginia Slims International Х'юстон, США Virginia Slims $40,000 Одиночний розряд – Парний розряд                                  | Розмарі Касалс Біллі Джин Кінг 6–3, 1–6, 6–2 | Джуді Тегарт Франсуаз Дюрр     | 3rd: Ненсі Річі 4th: Джуді Тегарт | Мері-Енн Ейсел Джулі Гелдман Франсуаз Дюрр Розмарі Касалс  |
| 2 серпня            | Cincinnati Open Cincinnati, США Grand Prix Circuit (C) Тверде – 32S/16D                                                            | Вірджинія Вейд 6–3, 6–3                      | Лінда Туеро                    | Гейл Шанфро Гелен Гурлей          | Наталі Фук Вінні Шоу Сью Стап Керрі Гарріс                 |
| 2 серпня            | Cincinnati Open Cincinnati, США Grand Prix Circuit (C) Тверде – 32S/16D                                                            | Гелен Гурлей Керрі Гарріс 6–4, 6–4           | Гейл Шанфро Вінні Шоу          | Гейл Шанфро Гелен Гурлей          | Наталі Фук Вінні Шоу Сью Стап Керрі Гарріс                 |
| 9 серпня            | Women's Clay Court Championships Індіанаполіс, USA Grand Prix Circuit (D) Ґрунт – 32S/16D                                          | Біллі Джин Кінг 6–4, 7–5                     | Лінда Туеро                    | Гелен Гурлей Гейл Шанфро          | Джулі Гелдман Вінні Шоу Керрі Гарріс Керрі Мелвілл         |
| 9 серпня            | Women's Clay Court Championships Індіанаполіс, USA Grand Prix Circuit (D) Ґрунт – 32S/16D                                          | Джуді Тегарт Біллі Джин Кінг 6–1, 6–2        | Джулі Гелдман Лінда Туеро      | Гелен Гурлей Гейл Шанфро          | Джулі Гелдман Вінні Шоу Керрі Гарріс Керрі Мелвілл         |
| 16 серпня           | Virginia Slims Clay Court Championships Лейк-Блафф (Іллінойс), США Virginia Slims $20,000 – Ґрунт Одиночний розряд – Парний розряд | Франсуаз Дюрр 6–4, 6–2                       | Біллі Джин Кінг                | Ненсі Річі Розмарі Касалс         | Леслі Гант Бетті Енн Грабб Стюарт Джуді Тегарт Лінда Туеро |
| 16 серпня           | Virginia Slims Clay Court Championships Лейк-Блафф (Іллінойс), США Virginia Slims $20,000 – Ґрунт Одиночний розряд – Парний розряд | Джуді Тегарт Франсуаз Дюрр 6–4, 7–6          | Розмарі Касалс Біллі Джин Кінг | Ненсі Річі Розмарі Касалс         | Леслі Гант Бетті Енн Грабб Стюарт Джуді Тегарт Лінда Туеро |
| 16 серпня           | Wightman Cup Клівленд, США Тверде (i) Team event                                                                                   | США · 4–3                                    | Велика Британія                |                                   |                                                            |
| 23 серпня           | Eastern Трава Court Championships South Orange NJ, США Grand Prix Circuit (C) Трава – 64S/32D                                      | Кріс Еверт 6–4, 6–0                          | Гелен Гурлей                   | Вінні Шоу Літа Льєм               | Лені Калігіс Джойс Вільямс Вірджинія Вейд Леслі Боурі      |
| 23 серпня           | Eastern Трава Court Championships South Orange NJ, США Grand Prix Circuit (C) Трава – 64S/32D                                      | Cancelled                                    |                                | Вінні Шоу Літа Льєм               | Лені Калігіс Джойс Вільямс Вірджинія Вейд Леслі Боурі      |
| 30 серпня           | Virginia Slims Grass Court Championships Ньюпорт (Род-Айленд), США Virginia Slims $20,000 – Трава Одиночний розряд – Парний розряд | Керрі Мелвілл 6–3, 6–7(3–5), 7–6(5–4)        | Франсуаз Дюрр                  | Біллі Джин Кінг Розмарі Касалс    | Крістіна Сандберг Джуді Тегарт Леслі Гант Мері-Енн Ейсел   |
| 30 серпня           | Virginia Slims Grass Court Championships Ньюпорт (Род-Айленд), США Virginia Slims $20,000 – Трава Одиночний розряд – Парний розряд | Джуді Тегарт Франсуаз Дюрр 6–2, 6–1          | Керрі Гарріс Керрі Мелвілл     | Біллі Джин Кінг Розмарі Касалс    | Крістіна Сандберг Джуді Тегарт Леслі Гант Мері-Енн Ейсел   |
| 30 серпня 6 вересня | Відкритий чемпіонат США з тенісу New York, США Grand Slam (A) Трава – 64S/32D/47X Одиночний розряд – Парний розряд – Мікст         | Біллі Джин Кінг 6–4, 7–6(5–2)                | Розмарі Касалс                 | Кріс Еверт Керрі Мелвілл          | Лора Дюпонт Леслі Гант Джуді Тегарт Джойс Вільямс          |
| 30 серпня 6 вересня | Відкритий чемпіонат США з тенісу New York, США Grand Slam (A) Трава – 64S/32D/47X Одиночний розряд – Парний розряд – Мікст         | Розмарі Касалс Джуді Тегарт 6–3, 6–3         | Гейл Шанфро Франсуаз Дюрр      | Кріс Еверт Керрі Мелвілл          | Лора Дюпонт Леслі Гант Джуді Тегарт Джойс Вільямс          |
| 30 серпня 6 вересня | Відкритий чемпіонат США з тенісу New York, США Grand Slam (A) Трава – 64S/32D/47X Одиночний розряд – Парний розряд – Мікст         | Овен Девідсон Біллі Джин Кінг 6–3, 7–5       | Боб Мод Бетті Стеве            | Кріс Еверт Керрі Мелвілл          | Лора Дюпонт Леслі Гант Джуді Тегарт Джойс Вільямс          |

### Вересень
| Тиждень    | Турнір | Чемпіонки                                             | Фіналістки                                            | Півфіналістки               | Чвертьфіналістки                                               |
| ---------- | --- | ----------------------------------------------------- | ----------------------------------------------------- | --------------------------- | -------------------------------------------------------------- |
| 13 вересня | Virginia Slims of Louisville Луїсвілл (Кентуккі), США Virginia Slims $20,000 Одиночний розряд – Парний розряд            | Біллі Джин Кінг 6–1, 4–6, 6–3                         | Розмарі Касалс                                        | Керрі Мелвілл Франсуаз Дюрр | Літа Льєм Алена Палмєва-Вест Гелен Гурлей текст=Маргарет Купер |
| 13 вересня | Virginia Slims of Louisville Луїсвілл (Кентуккі), США Virginia Slims $20,000 Одиночний розряд – Парний розряд            | Джуді Тегарт Франсуаз Дюрр 2–6, 6–4, 6–3              | Керрі Мелвілл Бетті Стеве                             | Керрі Мелвілл Франсуаз Дюрр | Літа Льєм Алена Палмєва-Вест Гелен Гурлей текст=Маргарет Купер |
| 20 вересня | Pacific Southwest Championships Los Angeles, США Grand Prix Circuit (B) Килим (i)– 32S/16D                               | Біллі Джин Кінг vs. Розмарі Касалс 6–6 double default | Біллі Джин Кінг vs. Розмарі Касалс 6–6 double default | Керрі Мелвілл Франсуаз Дюрр | Венді Овертон Леслі Гант Гелен Гурлей Джуді Тегарт             |
| 20 вересня | Pacific Southwest Championships Los Angeles, США Grand Prix Circuit (B) Килим (i)– 32S/16D                               | Розмарі Касалс Біллі Джин Кінг 6–3, 6–2               | Джуді Тегарт Франсуаз Дюрр                            | Керрі Мелвілл Франсуаз Дюрр | Венді Овертон Леслі Гант Гелен Гурлей Джуді Тегарт             |
| 27 вересня | Virginia Slims Thunderbird Classic Фінікс, США Virginia Slims $20,000 – Тверде – 32S/4D Одиночний розряд – Парний розряд | Біллі Джин Кінг 7–5, 6–1                              | Розмарі Касалс                                        | Керрі Мелвілл Ненсі Річі    | Венді Овертон Джуді Тегарт Франсуаз Дюрр Леслі Гант            |
| 27 вересня | Virginia Slims Thunderbird Classic Фінікс, США Virginia Slims $20,000 – Тверде – 32S/4D Одиночний розряд – Парний розряд | Розмарі Касалс Біллі Джин Кінг 6–3, 6–2               | Джуді Тегарт Франсуаз Дюрр                            | Керрі Мелвілл Ненсі Річі    | Венді Овертон Джуді Тегарт Франсуаз Дюрр Леслі Гант            |

### Жовтень
| Тиждень   | Турнір | Чемпіонки                                   | Фіналістки                         | Півфіналістки                       | Чвертьфіналістки                                    |
| --------- | --- | ------------------------------------------- | ---------------------------------- | ----------------------------------- | --------------------------------------------------- |
| 11 жовтня | Dewar Cup Edinburgh Единбург, Велика Британія Турнір поза серіями Одиночний розряд – Парний розряд           | Івонн Гулагонг-Коулі 6–0, 6–3               | Франсуаз Дюрр                      | Джекі Фейтер Вірджинія Вейд         | Корінн Молсворт Вінні Шоу Патті Гоган Джулі Гелдман |
| 11 жовтня | Dewar Cup Edinburgh Единбург, Велика Британія Турнір поза серіями Одиночний розряд – Парний розряд           | Івонн Гулагонг-Коулі Джулі Гелдман 6–3, 6–0 | Патті Гоган Нелл Трумен            | Джекі Фейтер Вірджинія Вейд         | Корінн Молсворт Вінні Шоу Патті Гоган Джулі Гелдман |
| 18 жовтня | Dewar Cup Billingham Billingham, Велика Британія Турнір поза серіями 15S/4D Одиночний розряд – Парний розряд | Вірджинія Вейд 4–6, 7–5, 6–3                | Джулі Гелдман                      | Івонн Гулагонг-Коулі Франсуаз Дюрр  | Бетті Стеве Cathie Lorains Вінні Шоу Патті Гоган    |
| 18 жовтня | Dewar Cup Billingham Billingham, Велика Британія Турнір поза серіями 15S/4D Одиночний розряд – Парний розряд | Франсуаз Дюрр Вірджинія Вейд 6–3, 4–6, 6–2  | Івонн Гулагонг-Коулі Джулі Гелдман | Івонн Гулагонг-Коулі Франсуаз Дюрр  | Бетті Стеве Cathie Lorains Вінні Шоу Патті Гоган    |
| 25 жовтня | Embassy British Indoor Championships London, England Grand Prix Circuit (B) Килим– 32S/16D                   | Біллі Джин Кінг 6–1, 5–7, 7–5               | Франсуаз Дюрр                      | Розмарі Касалс Івонн Гулагонг-Коулі | Патті Гоган Бетті Стеве Вірджинія Вейд Вінні Шоу    |
| 25 жовтня | Embassy British Indoor Championships London, England Grand Prix Circuit (B) Килим– 32S/16D                   | Франсуаз Дюрр Вірджинія Вейд 3–6, 7–5, 6–3  | Івонн Гулагонг-Коулі Джулі Гелдман | Розмарі Касалс Івонн Гулагонг-Коулі | Патті Гоган Бетті Стеве Вірджинія Вейд Вінні Шоу    |

### Листопад
| Тиждень      | Турнір                                                                                               | Чемпіонки                                   | Фіналістки                         | Півфіналістки                      | Чвертьфіналістки                                  |
| ------------ | --- | ------------------------------------------- | ---------------------------------- | ---------------------------------- | ------------------------------------------------- |
| 1 листопада  | Dewar Cup Aberavon Аберавон, Велика Британія Турнір поза серіями Одиночний розряд – Парний розряд    | Вірджинія Вейд 7–6, 6–3                     | Івонн Гулагонг-Коулі               | Джулі Гелдман Франсуаз Дюрр        | Венді Джилкріст Вінні Шоу Патті Гоган Бетті Стеве |
| 1 листопада  | Dewar Cup Aberavon Аберавон, Велика Британія Турнір поза серіями Одиночний розряд – Парний розряд    | Франсуаз Дюрр Вірджинія Вейд 7–5, 6–4       | Івонн Гулагонг-Коулі Джулі Гелдман | Джулі Гелдман Франсуаз Дюрр        | Венді Джилкріст Вінні Шоу Патті Гоган Бетті Стеве |
| 8 листопада  | Dewar Cup Torquay Торкі, Велика Британія Турнір поза серіями 16S/4D Одиночний розряд – Парний розряд | Івонн Гулагонг-Коулі 6–1, 6–0               | Франсуаз Дюрр                      | Джулі Гелдман Вірджинія Вейд       | Джекі Фейтер Вінні Шоу Пенні Мур Бетті Стеве      |
| 8 листопада  | Dewar Cup Torquay Торкі, Велика Британія Турнір поза серіями 16S/4D Одиночний розряд – Парний розряд | Івонн Гулагонг-Коулі Джулі Гелдман 7–6, 6–4 | Франсуаз Дюрр Вірджинія Вейд       | Джулі Гелдман Вірджинія Вейд       | Джекі Фейтер Вінні Шоу Пенні Мур Бетті Стеве      |
| 15 листопада | Dewar Cup Championships London, Велика Британія Турнір поза серіями Одиночний розряд – Парний розряд | Вірджинія Вейд 6–1, 6–3                     | Джулі Гелдман                      | Франсуаз Дюрр Івонн Гулагонг-Коулі | Бетті Стеве Вінні Шоу Джекі Фейтер Патті Гоган    |
| 15 листопада | Dewar Cup Championships London, Велика Британія Турнір поза серіями Одиночний розряд – Парний розряд | Івонн Гулагонг-Коулі Джулі Гелдман 7–5, 6–4 | Франсуаз Дюрр Вірджинія Вейд       | Франсуаз Дюрр Івонн Гулагонг-Коулі | Бетті Стеве Вінні Шоу Джекі Фейтер Патті Гоган    |
| 29 листопада | Clean Air Classic New York City, США Турнір поза серіями Одиночний розряд – Парний розряд            | Вірджинія Вейд 6–3, 6–3                     | Розмарі Касалс                     |                                    |                                                   |

### Грудень
| Тиждень  | Турнір | Чемпіонки                                    | Фіналістки                 | Півфіналістки                | Чвертьфіналістки                                        |
| -------- | --- | -------------------------------------------- | -------------------------- | ---------------------------- | ------------------------------------------------------- |
| 1 грудня | Benson & Hedges International Крайстчерч, Нова Зеландія Турнір поза серіями Одиночний розряд – Парний розряд | Франсуаз Дюрр 6–3, 6–0                       | Біллі Джин Кінг            | Розмарі Касалс Керрі Мелвілл | Леслі Гант Крістін Кеммер Валері Зігенфусс Джуді Тегарт |
| 1 грудня | Benson & Hedges International Крайстчерч, Нова Зеландія Турнір поза серіями Одиночний розряд – Парний розряд | Розмарі Касалс Біллі Джин Кінг 6–3, 9–8(8–6) | Джуді Тегарт Франсуаз Дюрр | Розмарі Касалс Керрі Мелвілл | Леслі Гант Крістін Кеммер Валері Зігенфусс Джуді Тегарт |

## Рейтинги
| Ранг | Тенісистка                 |
| 1    | Івонн Гулагонг-Коулі (AUS) |
| 2    | Маргарет Корт (AUS)        |
| 3    | Біллі Джин Кінг (USA)      |
| 4    | Розмарі Касалс (USA)       |
| 5    | Керрі Мелвілл (AUS)        |
| 6    | Джуді Тегарт (AUS)         |
| 7    | Франсуаз Дюрр (FRA)        |
| 8    | Вірджинія Вейд (GBR)       |
| 9    | Гельга Мастгофф (FRG)      |
| 10   | Кріс Еверт (USA)           |

| Ранг | Тенісистка                 |
| 1    | Івонн Гулагонг-Коулі (AUS) |
| 2    | Кріс Еверт (USA)           |
| 3    | Леслі Гант (AUS)           |
| 4    | Denise Carter-Triolo (USA) |
| 5    | Крісті Піджон (USA)        |
| 6    | Савамацу Кадзуко (JPN)     |
| 7    | Лінда Туеро (USA)          |
| 8    | Крістін Кеммер (USA)       |
| 9    | Барбара Гоукрофт (AUS)     |
| 10   | Еліза Панд (USA)           |

## Лідери за призовими
| Ранг | Тенісистка                 | Призові  |
| 1    | Біллі Джин Кінг (USA)      | $117,000 |
| 2    | Франсуаз Дюрр (FRA)        | $65,000  |
| 3    | Розмарі Касалс (USA)       | $62,000  |
| 4    | Джуді Тегарт (AUS)         | $33,876  |
| 5    | Керрі Мелвілл (AUS)        | $29,767  |
| 6    | Енн Джонс (GBR)            | $26,148  |
| 7    | Маргарет Корт (AUS)        | $26,000  |
| 8    | Івонн Гулагонг-Коулі (AUS) | $25,000  |
| 9    | Вірджинія Вейд (GBR)       | $24,000  |
| 10   | Ненсі Річі (USA)           | $15,300  |

## Статистика
Позначення
| Турніри Великого шолома |
| Virginia Slims          |

### Титули здобуті тенісистками
| Всього | Гравець                    | S | D | X | S | D | S  | D  | X |
| ------ | -------------------------- | - | - | - | - | - | -- | -- | - |
| 25     | Біллі Джин Кінг (USA)      | ● | ● | ● | ● | ● | 12 | 11 | 2 |
| 14     | Розмарі Касалс (USA)       |   | ● |   | ● | ● | 2  | 12 | 0 |
| 10     | Франсуаз Дюрр (FRA)        |   | ● | ● | ● | ● | 2  | 7  | 1 |
| 5      | Енн Джонс (GBR)            |   |   |   | ● | ● | 2  | 3  | 0 |
| 4      | Джуді Тегарт (AUS)         |   | ● |   |   | ● | 0  | 4  | 0 |
| 3      | Івонн Гулагонг-Коулі (AUS) | ● | ● |   |   |   | 2  | 1  | 0 |
| 2      | Маргарет Корт (AUS)        | ● | ● |   |   |   | 1  | 1  | 0 |
| 1      | Гейл Шанфро (FRA)          |   | ● |   |   |   | 0  | 6  | 0 |
| 1      | Кріс Еверт (USA)           |   |   |   | ● |   | 1  | 0  | 0 |
| 1      | Керрі Мелвілл (AUS)        |   |   |   | ● |   | 1  | 0  | 0 |
| 1      | Мері-Енн Ейсел (USA)       |   |   |   |   | ● | 0  | 1  | 0 |
| 1      | Валері Зігенфусс (USA)     |   |   |   |   | ● | 0  | 1  | 0 |

### Титули за країнами
| Всього | Nation                | S | D | X | S  | D  | S  | D  | X |
| ------ | --------------------- | - | - | - | -- | -- | -- | -- | - |
| 30     | США (USA)             | 1 | 2 | 2 | 14 | 11 | 15 | 13 | 2 |
| 10     | Франція (FRA)         | 0 | 1 | 1 | 2  | 6  | 2  | 7  | 1 |
| 9      | Австралія (AUS)       | 3 | 2 | 0 | 1  | 3  | 4  | 5  | 0 |
| 7      | Велика Британія (GBR) | 0 | 0 | 0 | 2  | 5  | 2  | 5  | 0 |